# Roman Rogiński

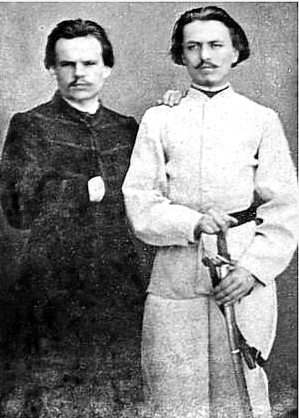
Wojciech Biechoński i Roman Rogiński (po prawej) w szkole w Cuneo

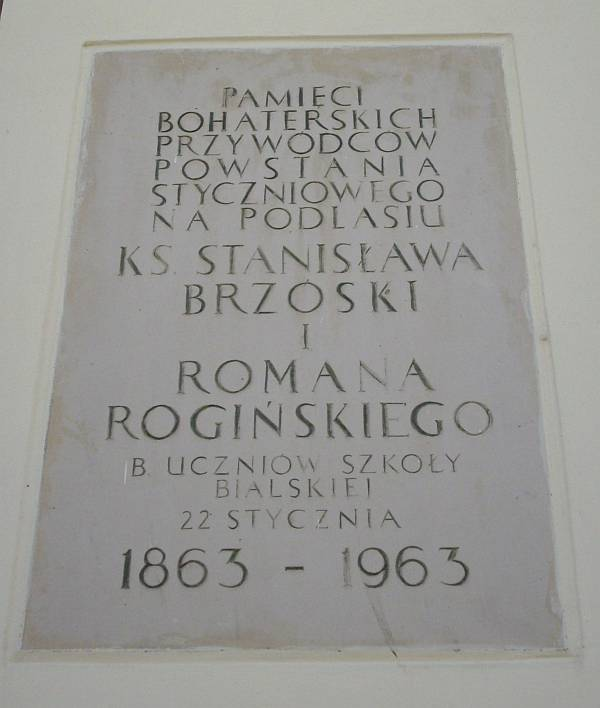
Tablica pamiątkowa w Białej Podlaskiej

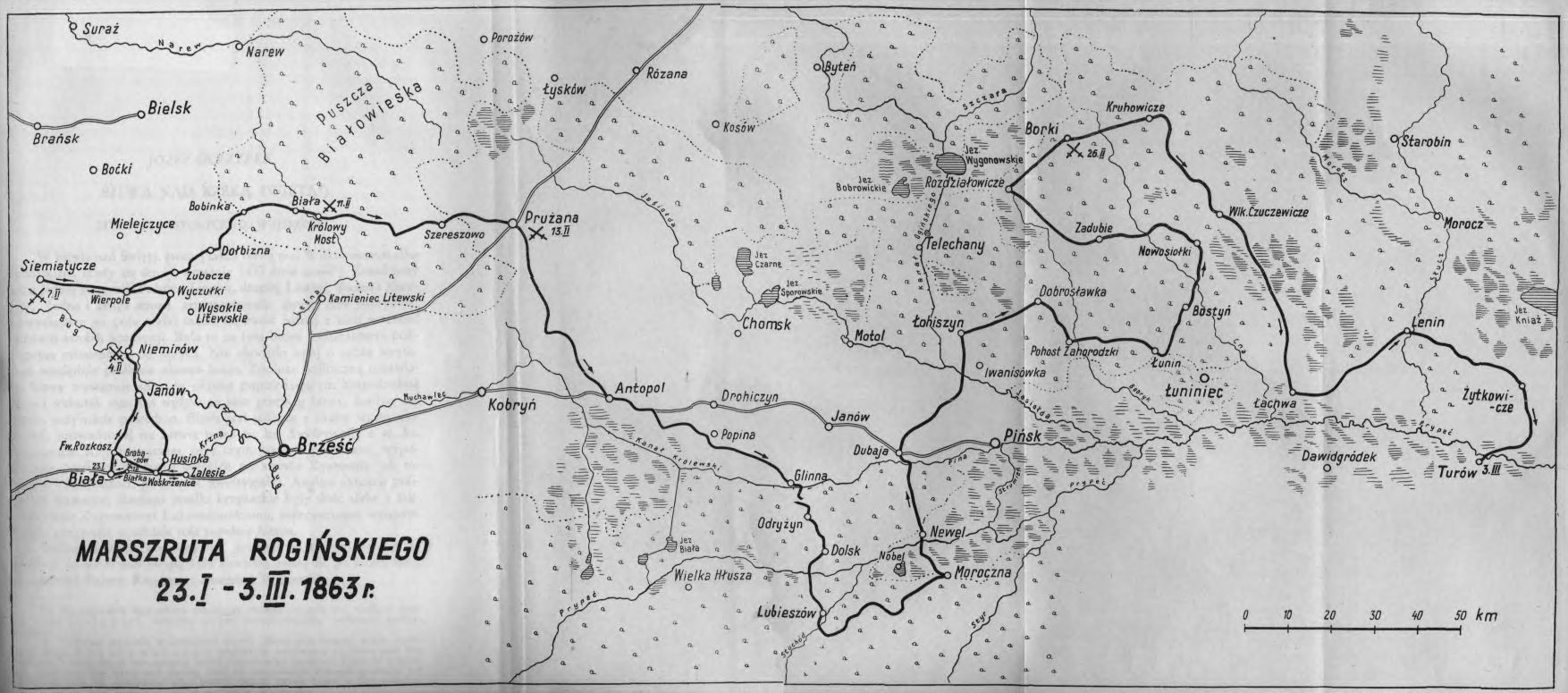
Mapa pokazująca przebieg poruszania się oddziału Romana Rogińskiego w czasie trwania powstania styczniowego w 1863. Autor: Stanisław Płoski (1938)

Roman Rogiński (ur. 29 lutego 1840 w Łowickiem – zm. 15 lutego 1915 roku (20 lutego) w Sieniawie na Ukrainie) – jeden z dowódców powstania styczniowego, naczelnik wojenny powiatu bialskiego, zesłaniec syberyjski.
Był uczniem Polskiej Szkoły Wojskowej we Włoszech. W 1861 włączył się w działalność konspiracyjną, brał udział w manifestacjach patriotycznych w stolicy. Był jednym z organizatorów zjazdu w Horodle 1861. Związał się z ruchem czerwonych. Zorganizował struktury konspiracji w Radomsku i Suchedniowie. W 1862 wyjechał do Polskiej Szkoły Wojskowej w Genui później przeniesionej do Cuneo. Został tam wybrany sekretarzem Towarzystwa Młodzieży. Razem z Wojciechem Biechońskim W 1862 Komitet Centralny Narodowy wyznaczył go na komisarza województwa podlaskiego. W noc wybuchu powstania bezskutecznie szturmował garnizon rosyjski w Białej. Zgromadził jednak oddział w sile 1000 ludzi. 7 lutego 1863 wziął udział w drugim dniu bitwy pod Siemiatyczami. Jego oddział został tam pobity, w związku z czym wycofał się w głąb woj. grodzieńskiego, na Litwę. Po serii potyczek z Rosjanami, jego 150 osobowy szczątkowy oddział poddał się 3 marca 1863 w Turowie. Tu został pochwycony przez chłopów i przekazany władzom rosyjskim.
Wojskowy sąd polowy skazał Rogińskiego 23 lipca 1863 na karę śmierci przez powieszenie, którą w. ks. Konstanty za wstawiennictwem gen. Nostitza zmienił mu 31 sierpnia 1863 na dwadzieścia lat ciężkich robót. 14 sierpnia 1863 został wywieziony na Syberię. Pracował przez pięć lat w warzelniach soli w Usolu, po czym przeszedł na osiedlenie i mieszkał początkowo w Irkucku, zarabiając jako introligator i dorożkarz. W 1870 został zarządzającym składami spirytusu w Witimie nad Leną (prawdopodobnie dzięki poparciu gen. Sinielnikowa, którego w czasie powstania puścił wolno pod Brześciem, a który w owym czasie był generał gubernatorem Syberii). W 1881 powrócił do Irkucka, a następnie mieszkał do 1892 w Wierchnieudyńsku (ob. Ułan Ude). Uzyskawszy w 1890 zezwolenie na powrót do kraju, skorzystał zeń w 1892. Początkowo spędził kilka lat w lubelskim, a następnie udał się na Ukrainę, gdzie do 1913 pracował jako buchalter leśny w Kumejkach, po czym zamieszkał u swego syna w Sieniawie i tam 20 lutego 1915 zmarł.  
Na Syberii Rogiński poślubił Ludwikę Neumanównę (Neymonównę), nauczycielkę, z którą miał syna Wacława i córkę Halinę Joannę.
Po powrocie z Syberii Rogiński odwiedził gen. Nostitza, zamieszkującego wtedy w swym majątku na Ukrainie. Pomiędzy dawnymi przeciwnikami wytworzyły się przyjazne stosunki i kiedy gen. Nostitz umarł, to w kijowskiej gazecie Kijewskije Otkliki ukazało się pośmiertne wspomnienie o nim napisane przez Rogińskiego.  
Według historyka prof. Stanisława Płoskiego Roman Rogiński należał do najwybitniejszych dowódców powstania styczniowego. Wykazywał on wszystkie te cechy, które powinien posiadać dowódca w wojnie partyzanckiej: odwagę, energię, inicjatywę, ruchliwość i odporność psychiczną na niepowodzenia. W ciągu czterdziestodniowej swojej kampanii (od 23 stycznia do 3 marca) robi około 900 kilometrów, z czego około 750 przypada na okres 24 dni (8 lutego do 3 marca), angażując pod koniec w pościgu za sobą nawet dwudziestokrotnie liczniejsze siły rosyjskie. Marszałek Józef Piłsudski w Zarysie historii militarnej powstania styczniowego pisze o Rogińskim: do końca istnienia swego oddziału na Litwie działa zaczepnie, jako świetny partyzant.
Roman Rogiński jest autorem wspomnień pt. Z pamiętnika Romana 1859–1863 Kraków 1898.